# B-ДНК

Анімація структури фрагменту B-форми ДНК. Основи розташовані горизонтально між двома спіральними ланцюжками. Збільшена версія

B-ДНК або B-форма ДНК — найпоширеніша форма ДНК, одна з кількох можливих конформацій подвійної спіралі ДНК. Єдина знайдена форма ДНК у розчині при фізіологічних умовах, хоча гіпотетично наявні й інші форми.
Ця структура обертається праворуч і має ширину від 22 до 24 Å або 2,2 — 2,4 нм і довжину кожного нуклеотида 3,3 Å (0,33 нм). У B-формі азотисті основи знаходяться майже перпендикулярно до осі ланцюгу нуклеотидів, сама вісь спіралі проходить майже по центру між комплементарною парою нуклеотидів.
Відмінності з A-формою залежать від конформації дезоксирибози. «Великий та малий жолобки» є такими лише для B-форми, у випадку A-конфігурації вони міняються місцями.
B-форма допускає відмінності між структурними властивостями на різних ділянках, тому часто кажуть про наявість «B-родини» структурних форм молекули ДНК.